# Irwin D. Davidson

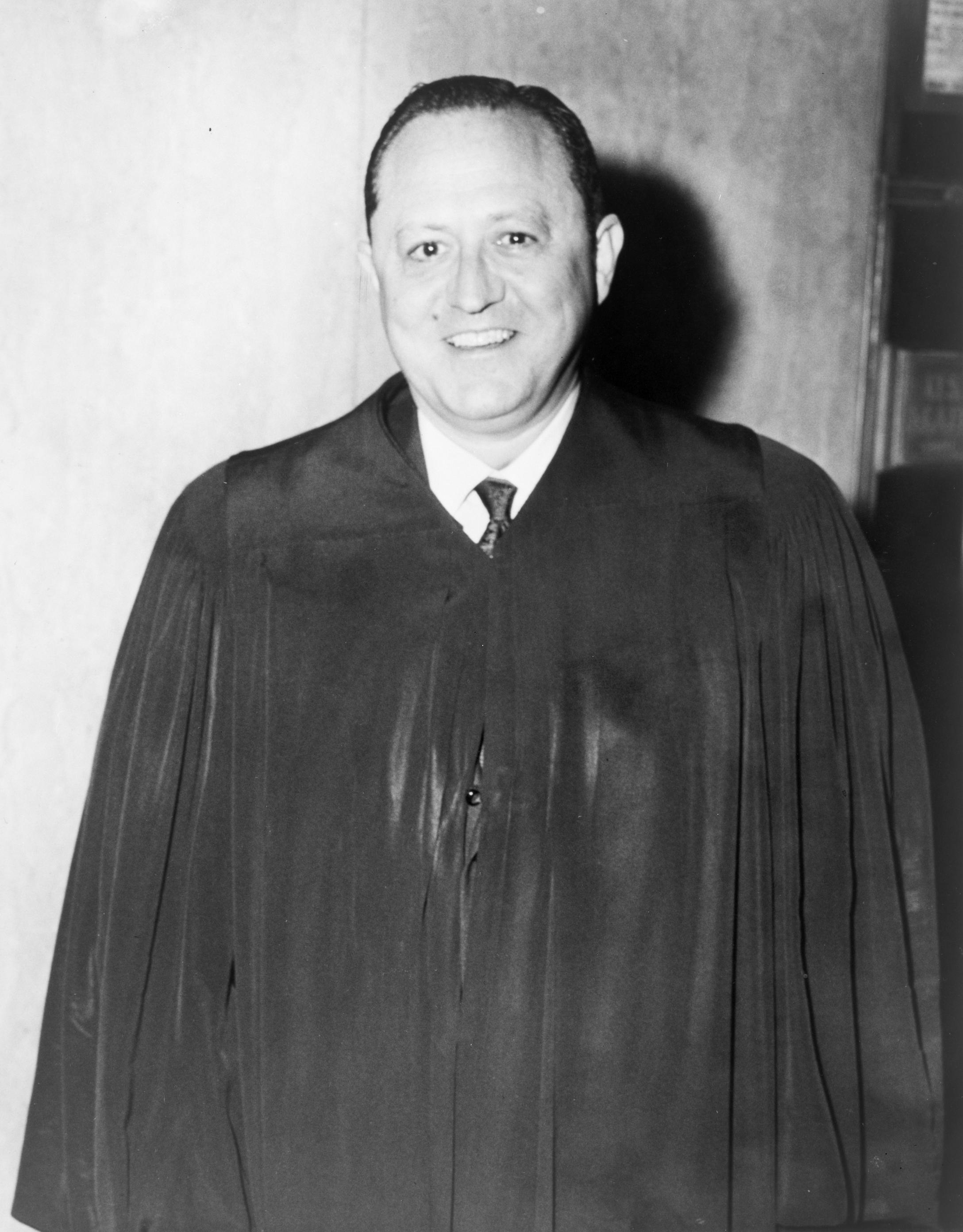
Irwin D. Davidson

Irwin Delmore Davidson (* 2. Januar 1906 in New York City; † 1. August 1981 in New Rochelle, New York) war ein US-amerikanischer Jurist und Politiker. In den Jahren 1955 und 1956 vertrat er den Bundesstaat New York im US-Repräsentantenhaus.

## Werdegang
Irwin Delmore Davidson wurde ungefähr acht Jahre vor dem Ausbruch des Ersten Weltkrieges in New York City geboren. Er besuchte öffentliche Schulen. Seinen Bachelor of Sciences machte er 1927 am Washington Square College der New York University und seinen Bachelor of Laws 1928 an der New York University Law School. Nach dem Erhalt seiner Zulassung als Anwalt 1929 begann er in New York City zu praktizieren. Davidson war 1935 als Berater (Counsel) für die Legislative Bill Drafting Commission tätig und 1936 als Sonderberater (Special Counsel) für die New York State Mortgage Commission. Er wurde 1936 in die New York State Assembly gewählt, wo er bis zu seinem Rücktritt 1948 tätig war. Während dieser Zeit nahm er 1938 an der Verfassunggebenden Versammlung von New York teil und fungierte dort als Sekretär des demokratischen Führers. 1948 wurde er Richter am Court of Special Sessions in New York City – ein Posten, den er bis zu seinem Rücktritt 1954 innehatte, als er für das US-Repräsentantenhaus kandidierte.
Bei den Kongresswahlen des Jahres 1954 für den 84. Kongress wurde Davidson im 20. Wahlbezirk von New York in das US-Repräsentantenhaus in Washington, D.C. gewählt, wo er am 4. Januar 1955 die Nachfolge von Franklin D. Roosevelt Jr. antrat. Er trat am 31. Dezember 1956 von seinem Sitz im Kongress zurück.
Man wählte ihn 1956 für eine vierzehnjährige Amtszeit zum Richter am Court of General Sessions in Manhattan. Zwischen 1963 und 1974 diente er am New York Supreme Court. Er ließ sich in New Rochelle nieder, wo er am 1. August 1981 verstarb. Sein Leichnam wurde eingeäschert und die Asche mit einem Wasserflugzeug über dem Long Island Sound verstreut.